# James Spriggs Payne
Pour les articles homonymes, voir Payne.
James Spriggs Payne, né le 19 décembre 1819 à Richmond aux États-Unis et mort le 31 janvier 1882 à Monrovia au Liberia, est un homme d'État libérien qui est président du Libéria à deux reprises : de 1868 à 1870 puis de 1876 à 1878.
L'aéroport Spriggs Payne de Monrovia porte son nom.

## Débuts
Payne est né à Richmond, en Virginie, en 1819, de parents métis. Payne grandit dans une famille méthodiste profondément religieuse et est un chrétien dévot. Son père, David M. Payne, est un ministre méthodiste et est ordonné diacre de la Conférence de Virginie en 1824. Payne est connu pour son teint plutôt pâle. Quand Payne a dix ans, sa famille émigre au Liberia sur le navire The Harriet, le même navire que Joseph Jenkins Roberts, futur premier président du Libéria, sous les auspices de la American Colonization Society.  
Outre la religion, le jeune Payne montre un intérêt pour la politique et l'économie. Il devient plus tard un écrivain à succès dans ces domaines. Il est nommé par le gouvernement libérien pour s'employer à achever la rupture des liens entre le Libéria et la American Colonization Society.

## Président du Liberia

### Premier mandat
Payne est élu quatrième président du Libéria en 1868 et exerce un mandat unique de deux ans. Au cours de sa présidence, il s'emploie à mettre fin à la traite négrière qui se déroulait encore le long des côtes du Libéria.  
Payne améliore les relations entre le gouvernement et les peuples autochtones, qu'il a ignorés pour la plupart des nouveaux colons et des hommes politiques.  
Il s’emploie à étendre les liens commerciaux et politiques du Libéria avec l’Europe.  
En 1869, il est battu par le candidat du True Whig party, Edward James Roye. 

### Second mandat
Payne est élu une deuxième fois en 1876, pour un nouveau mandat de deux ans. Les difficultés économiques grandissantes commencent à affaiblir la domination de l'État sur la population autochtone côtière. Lorsque l'American Colonization Society, aux prises avec des difficultés financières, retire son soutien de la colonie dans les années qui suivent la guerre civile américaine, la situation se détériore alors que le Libéria s'efforce de moderniser son économie essentiellement agricole. Le coût des produits importés est bien supérieur au revenu généré par les exportations nationales de café, de riz, d'huile de palme, de canne à sucre et de bois. En conséquence, Payne s'efforce d'accroître le commerce extérieur du pays.

## Fin de vie et famille
En quittant ses fonctions politiques en 1878, Payne continue de s'impliquer dans sa vie religieuse. En 1880, il est délégué libérien à la Conférence générale de l'église méthodiste épiscopale de Cincinnati, dans l'Ohio. L'année suivante, il est élu président de la Conférence méthodiste annuelle du Libéria. Payne est décédé à Monrovia en 1882.